# John Claude White
John Claude White (1. října 1853 – 1918) byl britský inženýr, fotograf, spisovatel a úředník v Britské Indii.

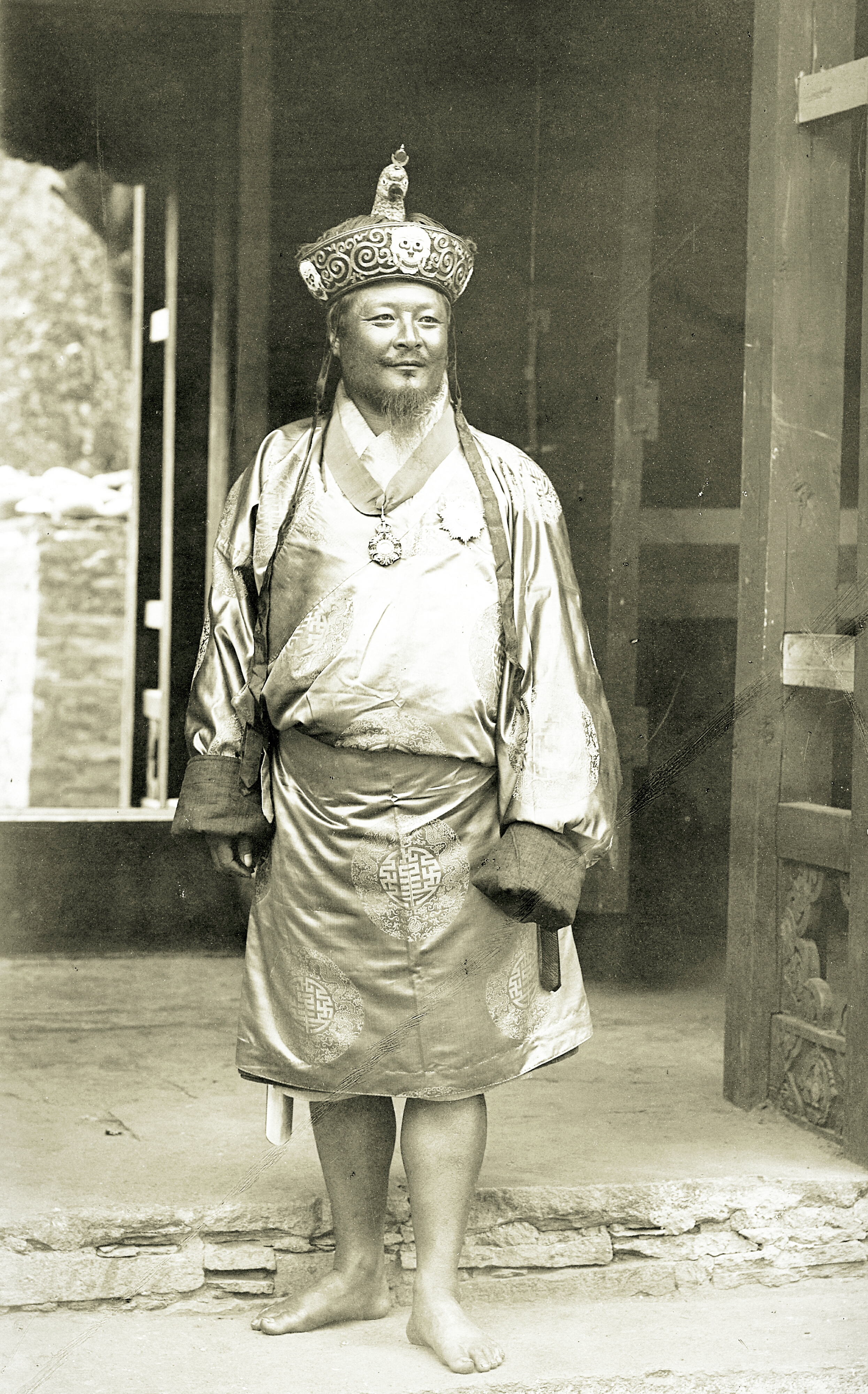
John Claude White: Dračí král Ugjen Vangčuk, 1905

## Životopis
Syn armádního chirurga Johna Whitea (1871–1920) a Louise Henriette (Claude) Pfeffer Whiteové se narodil v indické Kalkatě (nyní Kalkata). Jeho vzdělání zahrnovalo mimo jiné v roce 1868 období na Rugby School po dobu šesti měsíců. White později studoval na Royal Indian Engineering College v Cooper's Hill, Surrey, než se v roce 1876 připojil k oddělení veřejných prací v Bengálsku jako pomocný inženýr.

## Indie a Sikkim
White původně pracoval v Bengálsku, Nepálu a Dárdžilingu. V roce 1883 byl přidělen k britské rezidenci v Káthmándú v Nepálu, kde fotografoval architekturu a památky. V roce 1889 byl jmenován politickým úředníkem v severovýchodním indickém království Sikkim. Stal se předsedou rady a navrhl v Sikkimu provést minerální průzkumy v nevyužité pustině. Založil také lesnické oddělení a první policejní stanici v Aritaru a zavedl pěstování anglických jabloní v severních městech Lachung a Lachen.
Po Kalkatské úmluvě z let 1890–1893 podepsané Británií a Čínou z dynastie Čching byl White odeslán do Jatongu na úpatí údolí Čumbi v Tibetu, aby vyhodnotil obchodní situaci na nové základně. Následně uvedl, že ačkoli se k němu Číňané chovali přátelsky, „neměli žádnou autoritu“ a nebyli schopni Tibeťany kontrolovat. White dospěl k závěru, že „Čína byla Tibetu nadvládou jen jménem“.
V roce 1903 se White na základě rozkazu místokrále Indie lorda George Curzona stal zástupcem komisaře Tibetské pohraniční komise pod vedením Francise Younghusbanda, politického důstojníka vyslaného do britské armády, který vedl britskou výpravu do Tibetu v letech 1903–1904. Předpokládaným cílem vojenské expedice bylo urovnat spory na hranici Sikkimu a Tibetu, ale ve skutečnosti se stala (podle překročení pokynů z Londýna) de facto invazí do Tibetu. White nebyl spokojen se svým vysláním na misi, protože by ztratil výhody své současné role a pozice a zašel tak daleko, že telegrafoval indickému místokráli lordu Curzonovi a vrchnímu veliteli indické armády lordu Kitchenerovi, aby byl příkaz zrušen. Younghusband to považoval za neposlušnost, stejně jako jeho kolegové v Šimle, a jmenování bylo potvrzeno. Younghusband se pomstil za Whiteův vzdor, když ho později nechal v sikkimské džunglí zamořené pijavicemi, aby zajišťoval transport mul a námezdních dělníků kuli do Tibetu.
Whiteovi bylo na základě prohlášení jako jedinému členovi tibetské expedice povoleno fotografovat kláštery ve Lhase.
Podnikl pět cest do Bhútánu a v roce 1907 fotografoval korunovaci prvního krále země.

## Osobní život
Dne 12. září 1876, před cestou do Indie, se White oženil se svou vzdálenou sestřenicí Jessie Georginou Rankenovou v kostele Všech svatých v Kensingtonu v Londýně. Měli spolu dceru Beryl narozenou v Bengálsku v roce 1877.

## Fotografie
White během svých cest po regionu vytvořil bohatou a podrobnou fotografickou zprávu o kultuře a scenériích v Himálaji. John Falconer, kurátor fotografií Britské knihovny v Oriental and India Office Collections popsal Whiteovu práci jako „pravděpodobně jednu z posledních a určitě patřící mezi nejpůsobivější produkty tradice kvazi-amatérské fotografie, která vzkvétala mezi příslušníky administrace a armády v Indii od padesátých let 19. století.“
Kniha z roku 2005 In the Shadow of the Himalayas: Tibet, Bhutan, Nepal, Sikkim: a Photographic Record by John Claude White, 1883–1908 obsahuje antologii himálajských fotografií pořízených Whiteem.

## Publikace
- Sikhim & Bhutan: Twenty-one years on the North East Frontier 1887-1908. Londýn: Edward Arnold, 1909. Dostupné online.

## Galerie

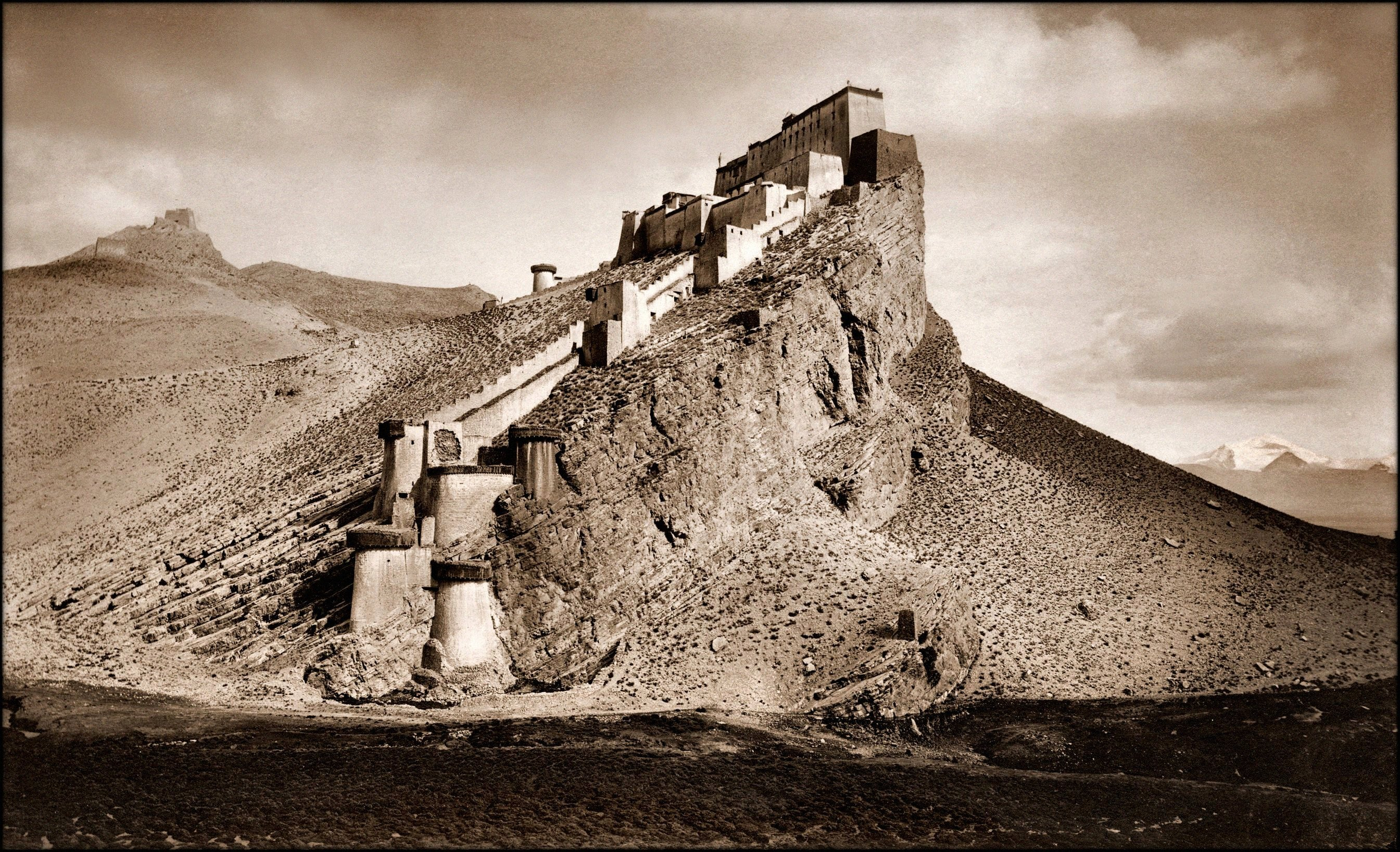
Kampa Dzong, Tibet, 1904
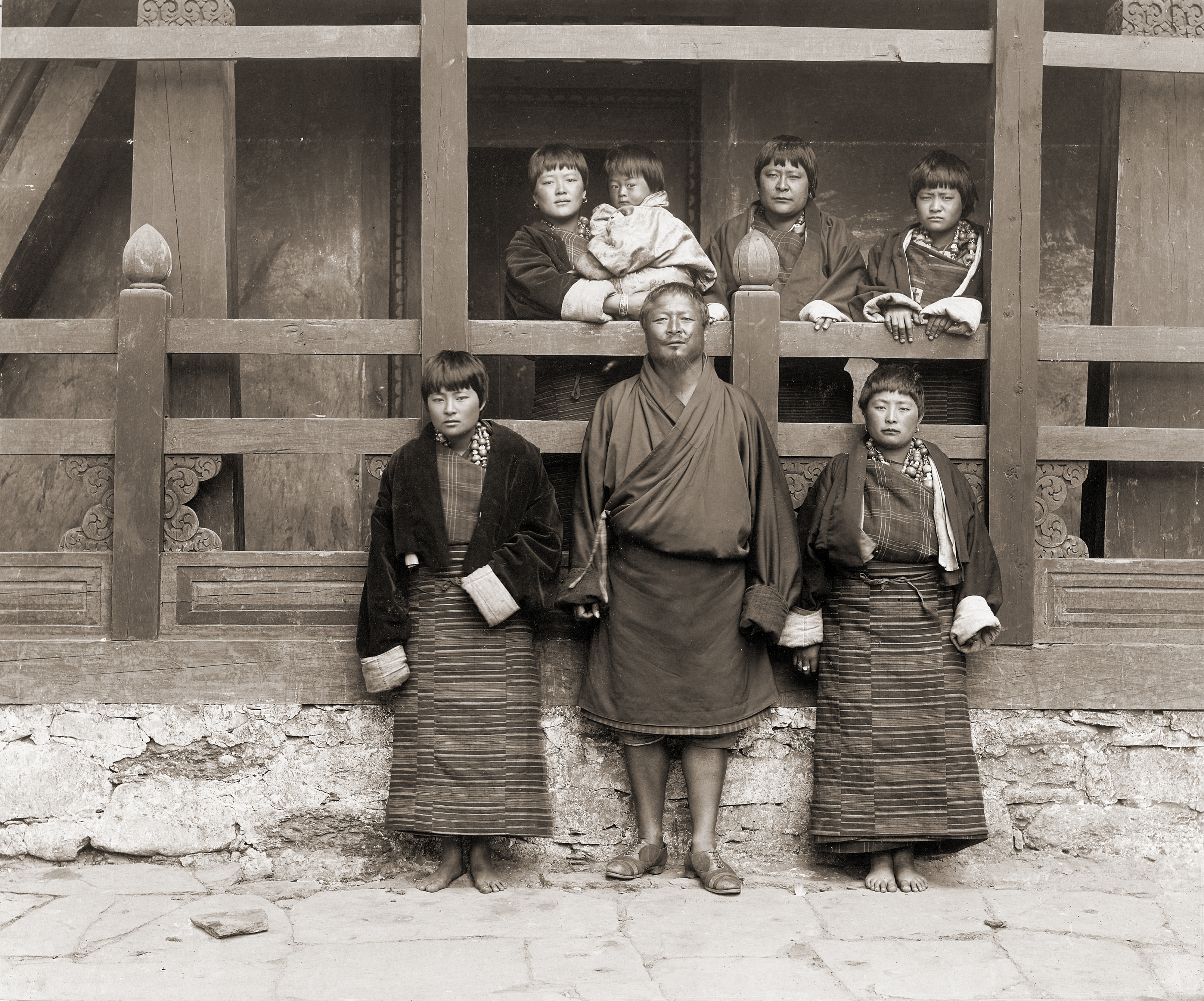
Ugjen Vangčuk se svou rodinou, 1905
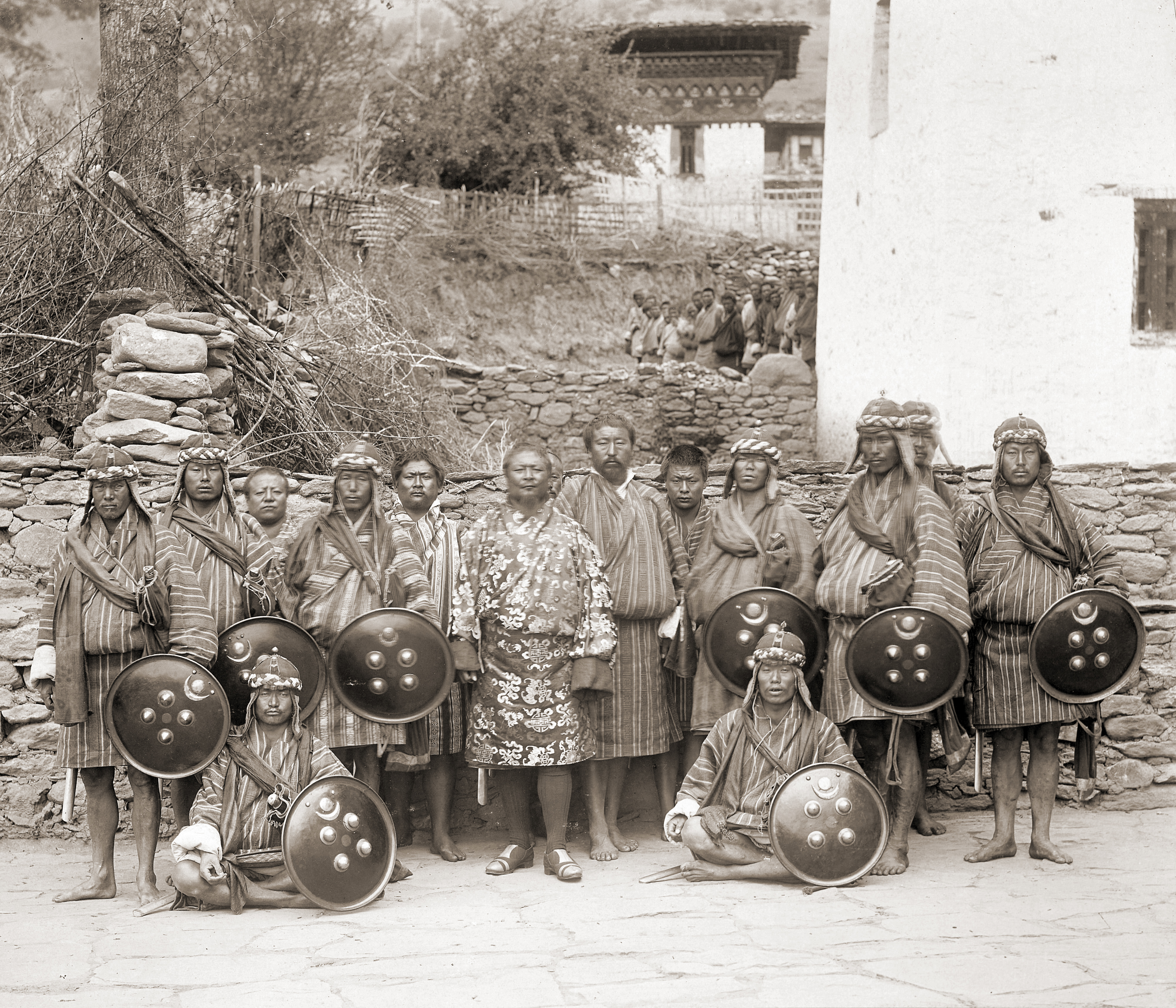
Ugjen Vangčuk se svými ochránci, Trongsa Dzong, Bhútán, 1905
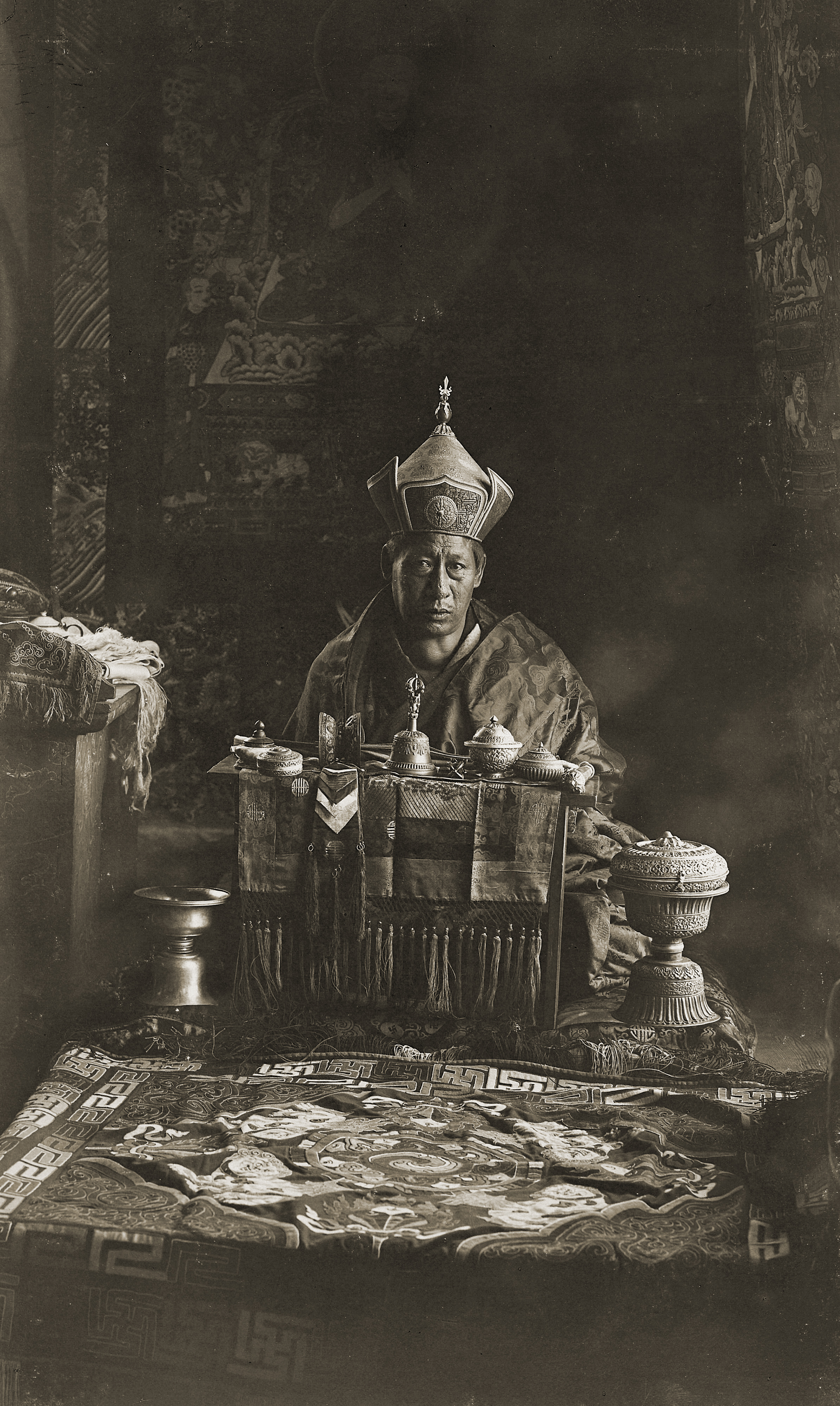
Čogley Tulku, Deb Ráža, Bhútán, 1905